# Potjep

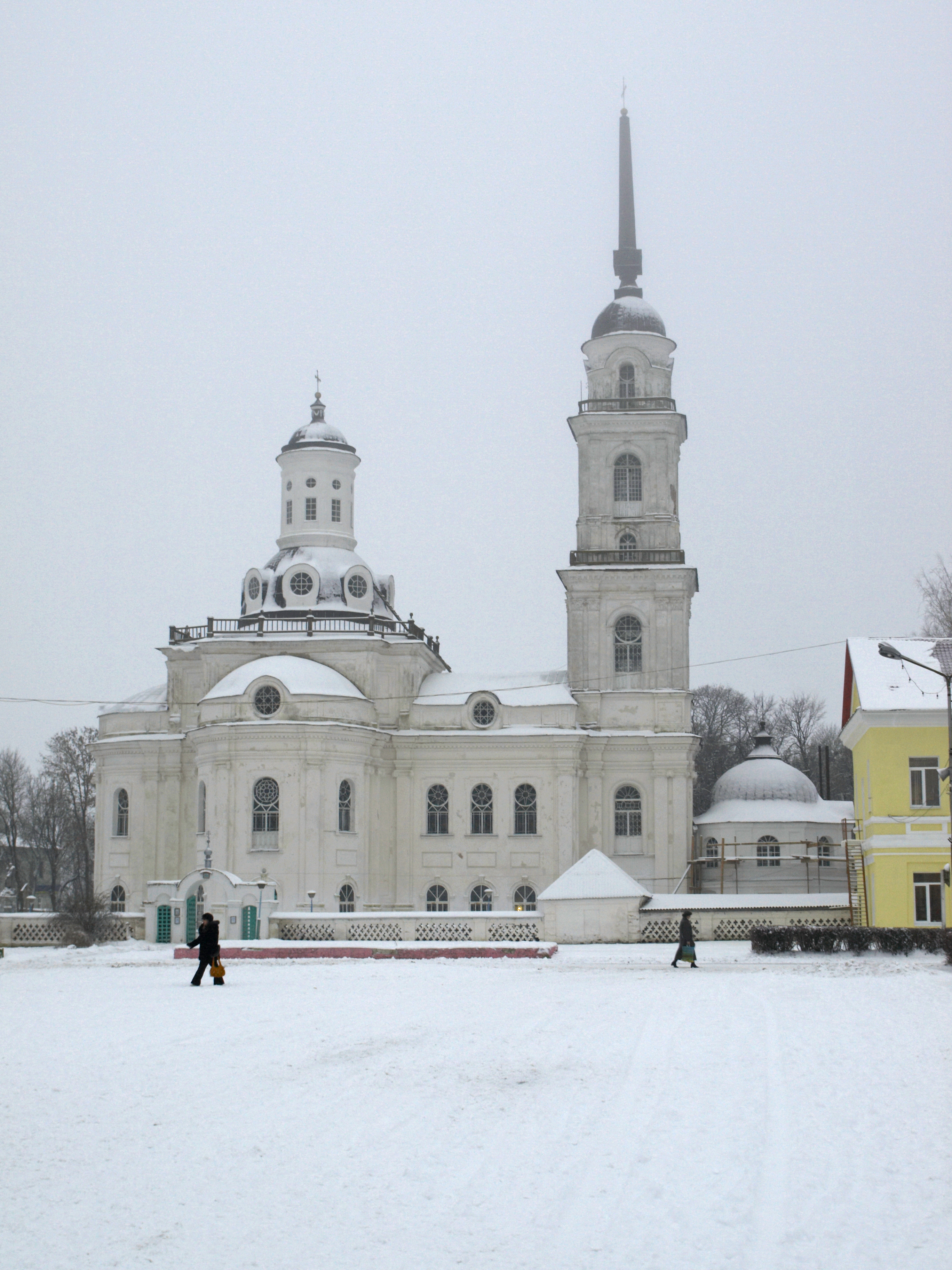
Uppståndelsekyrkan i Potjep.

Potjep (ryska: По́чеп) är en ort i Ryssland. Den är belägen i Brjansk oblast. Folkmängden uppgick till 16 681 invånare i början av 2015.